# Горнозападен регион (Гана)
Горнозападният регион (на английски: Upper West Region) е регион в севрозападната част на Гана. На север граничи с Буркина Фасо. Площта на региона е 18 476 квадратни километра, а населението 829 984 души (по изчисления от септември 2018 г.). Столицата на региона е град Ва. Горнозападният регион е разделен на 8 общини.
В региона най-развито е земеделието. Отлеждат се царевица, просо, ориз, фъстъци и масло от дървото ший. За месо и яйца се отглеждат овце, кози, пилета, прасета и токачки. Поради това, че регионът е беден и сухият период е дълъг и причинява засушавания от октомври до май, много хора напускат региона, търсейки работа в южните райони на Гана.